# Alone in the Dark (відеогра, 2024)
Alone in the Dark — відеогра в жанрі survival horror, розроблена Pieces Interactive і видана THQ Nordic. Вона є ремейком однойменної гри 1992 року, розробленої Infogrames для MS-DOS. Це сьома гра в однойменній серії після Illumination (2015). Сюжетна історія, що розгортається в Луїзіані у 1920-х роках, оповідає про приватного детектива Едварда Карнбі та Емілі Гартвуд, які вирушають до маєтку Дерсето, у якому розташовується психлікарня, де мають розслідувати зникнення його власника — Джеремі Гартвуда, дядька Емілі. Ігровий процес має управління від третьої особи, через яке гравець контролює Едварда або Емілі.
Pieces Interactive почала розробку проєкту в 2019 році, через деякий час після того, як її материнська компанія THQ Nordic отримала право інтелектуальної власності на серію Alone in the Dark. Студія переписала оригінальну сюжетну історію, запозичивши елементи з другої та третьої частин серії. Девід Гарбор і Джоді Комер зобразили Едварда та Емілі відповідно. Alone in the Dark створена на основі ігрового рушія Unreal Engine 4. Гра була випущена для Microsoft Windows, PlayStation 5 та Xbox Series X/S в березні 2024 року. Вона отримала змішані відгуки критиків.

## Ігровий процес
Alone in the Dark є відеогрою в жанрі survival horror, що має управління від третьої особи «з-за плеча». Гравець має можливість контролювати одного з протагоністів — приватного детектива Едварда Карнбі або Емілі Гартвуд; залежно від вибору сюжетна кампанія матиме деякі варіації, як-от доступ до певних локацій, тоді як інший персонаж контролюватиметься штучним інтелектом. Під час проходження гравець пересувається маєтком Дерчето та іншими середовищами, включно з альтернативним виміром, до якого можна переміститися через спеціальні портали. Гравець використовує ближню та вогнепальну зброю, щоб захищатися від ворожих істот, як-от монстри й упирі, що населяють альтернативний вимір. Під час дослідження локацій гравець вирішує головоломки та знаходить записки й листівки, що розширюють інформацію про навколишній світ.

## Розробка й випуск
У вересні 2018 року компанія THQ Nordic отримала право інтелектуальної власності на серію Alone in the Dark. Наступного року Pieces Interactive, дочірня студія THQ, почала розробку ремейку оригінальної гри. До команди розробників увійшли продюсер Майкл Пек, креативний директор та сценарист Мікаель Гедберґ, який раніше працював над Amnesia: The Dark Descent (2010) і SOMA (2015), дизайнер істот Гай Девіс, відомий своїм співробітництвом із кіновиробником Гільєрмо дель Торо. Розробники розглядали можливість створення «більш сумлінного» ремейка оригінальної гри, але вирішили, що ігрові механіки здадуться сучасній аудиторії застарілими, навіть з оновленою графікою. Вони також обговорювали концепції продовження Alone in the Dark: Illumination (2015) і рольової гри, натхненної Call of Cthulhu (2018), але жодна із цих ідей не отримала розвитку. У результаті, розробники вирішили зробити ремейк оригінальної гри, натхненний ремейком Resident Evil 2 (2019). Спочатку ремейк не планувався як масштабний проєкт, але через рік після початку виробництва THQ Nordic ухвалила рішення про збільшення його фінансування.
Студія ретельно дослідила оригінальну Alone in the Dark, вирішивши створити нову сюжетну історію і збільшити її акцент. У ремейку розробники прагнули підкреслити атмосферу Луїзіани 1930-х років, описавши її як суміш «байу, гангстерів [та] джазу», адже, на думку Гедберга, оригінальна гра не повною мірою використовувала цей сетинг, більше нагадуючи лавкрафтівську історію в «стереотипному будинку з привидами». Спочатку ремейк мав похмуріший і серйозніший тон, натхненний телесеріалом «Справжній детектив» (з 2014), але зрештою команда зупинилася на більш пригодницькій атмосфері. Крім того, розробники були натхненні фільмом «Ферма „Мадбаунд“» (2017), який має схожий сетинг. Студія запозичила певні елементи з другої та третьої частини серії, як-от персонажа Ґрейс Сондерс. Крім того, деякі персонажі були розширені, включно із Сондерс і доктором Ґреєм, який лише згадувався в оригінальній грі.
Девід Гарбор і Джоді Комер зобразили протагоністів Едварда Карнбі та Емілі Гартвуд відповідно. До збільшення фінансування проєкту студія планувала залучити на ці ролі менш відомих акторів, тоді як Гарбор і Комер були затверджені без попереднього кастингу. На думку розробників, Гарбор мав необхідні риси, щоб зробити «кумедні моменти дійсно комічними, а драматичні — дуже напруженими». Гарбор, який був знайомий із попередніми іграми серії, описав Карнбі як «суворого [... і] жорсткого» персонажа, але не позбавленого певного почуття гумору. Гедберг зазначив, що Едвард має певні спільні риси з Джимом Гоппером — персонажем Гарбора із серіалу «Дивні дива» (з 2016). Стосовно Комер він сказав, що вона привнесла в Емілі «безліч нюансів», що сприяло емпатичному ставленню до персонажа. За словами Комер, у її персонажі є «багато страху, сумнівів, цікавості та, гадаю, жаху, інтриги. В [Емілі] є багато такого, що спричиняє занепокоєння». Стосунки між Едвардом та Емілі були натхненні Фоксом Малдером і Дейною Скаллі з телесеріалу «Цілком таємно» (1993—2002, 2016—2018). Гарбор описав свою участь у проєкті як обмежену, зазначивши, що виконав захоплення руху лише для обличчя, а не для всього тіла. Він також сказав, що не зустрічався з Комер особисто під час роботи над Alone in the Dark.
Спочатку гра мала менше бойових епізодів, що також впливало на дизайн рівнів. У процесі виробництва розробники внесли низку змін до бойової системи, водночас прагнучи до того, щоб вона відповідала передісторії персонажів. Студія використала ігровий рушій Unreal Engine 4 для розробки проєкту. Арні Бергур Зоєґа, композитор і звуковий дизайнер проєкту, співпрацював з музикантом Джейсоном Коненом для створення музичного супроводу. Команда вирішила обрати жанр «дум-джазу» (англ. doom jazz) як музичне оформлення, оскільки вважала, що той найкраще відповідає нуарній концепції проєкту. Зоєґа заявив, що його основною метою було створення «чогось, що виходить за рамки звичного, чогось духовного».
Alone in the Dark була анонсована 12 серпня 2022 року на презентації THQ Nordic, де було показано дебютний трейлер. У травні 2023 року було представлено спеціальне видання, яке містить фільтри для налаштування зображення та коментарі розробників, а також відкрито передзамовлення, що надає доступ до набору з костюмами з оригінальної гри. Того ж місяця було випущено безплатний пролог Grace in the Dark, що оповідає про Ґрейс Сондерс. У серпні THQ Nordic представила трейлери, присвячені Карнбі та Гартвуд, а в листопаді — розширений трейлер ігрового процесу. У січні та лютому 2024 року було показано кілька нових трейлерів. У березні було представлено черговий трейлер та кілька концепт-артів. Гра була випущена 20 березня 2024 року для Microsoft Windows, PlayStation 5 та Xbox Series X/S; спочатку її випуск було перенесено із жовтня 2023-го на січень 2024 року, проте THQ Nordic пізніше змінила дату, щоб уникнути кранчів.

## Сприйняття
| Агрегатор  | Платформа | Оцінка |
| ---------- | --------- | ------ |
| Metacritic |           |        |
| PS5        | 63/100    |        |
| Win        | 66/100    |        |
| XSXS       | 66/100    |        |
| OpenCritic |           |        |
| Н/Д        | 41 %      |        |

| Видання               | Платформа | Оцінка |
| --------------------- | --------- | ------ |
| Digital Trends        |           |        |
| Win                   | 3.5/5     |        |
| Eurogamer             |           |        |
| PS5                   | 2/5       |        |
| GameSpot              |           |        |
| PS5                   | 4/10      |        |
| GamesRadar+           |           |        |
| PS5                   | 1.5/5     |        |
| IGN                   |           |        |
| Win                   | 6/10      |        |
| NME                   |           |        |
| PS5                   | 2/5       |        |
| PC Gamer (США)        |           |        |
| Win                   | 76/100    |        |
| PCGamesN              |           |        |
| Win                   | 5/10      |        |
| Push Square           |           |        |
| PS5                   | 6/10      |        |
| Shacknews             |           |        |
| PS5                   | 7/10      |        |
| TechRadar             |           |        |
| Win                   | 2/5       |        |
| The Guardian          |           |        |
| PS5                   | 1/5       |        |
| Video Games Chronicle |           |        |
| XSXS                  | 2/5       |        |

Alone in the Dark отримала «змішані або середні» відгуки за даними агрегатора рецензій Metacritic. Агрегатор OpenCritic позначив 41 % оглядів як такі, що рекомендують гру.